# Summer Fog Festival
Summer Fog Festival – polski festiwal muzyczny, poświęcony głównie rockowi progresywnemu, odbywający się od 2019 roku w lipcu.
Pomysłodawcą i organizatorem festiwalu jest Kamil Kubica. 
Uczestnicy kolejnych edycji:
1.  27 lipca 2019, Torwar, Warszawa:
- Nick Mason's Saucerful of Secrets,
- Amarok,
- Soft Machine,
- David Cross Band,
- Believe.

2.  15–16 lipca 2023 Spodek, Katowice:
- Gong,
- IQ,
- O.R.k.,
- SBB,
- Steve Hackett,
- Collage,
- Riverside,
- Steve Hillage,
- Nick Mason's Saucerful of Secrets.